# راندوسيرو

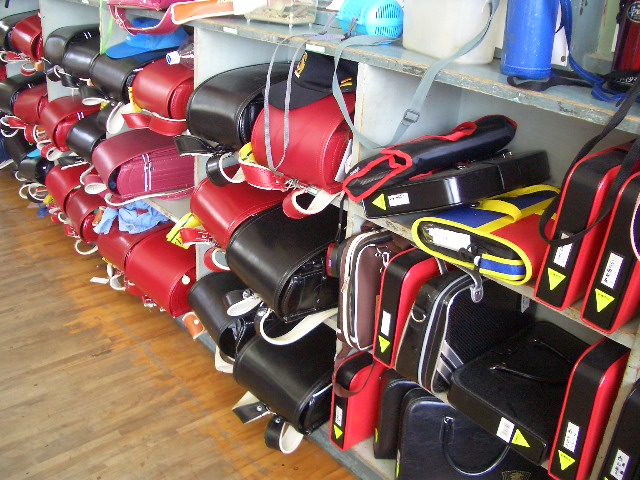
راندوسيرو في مدرسة

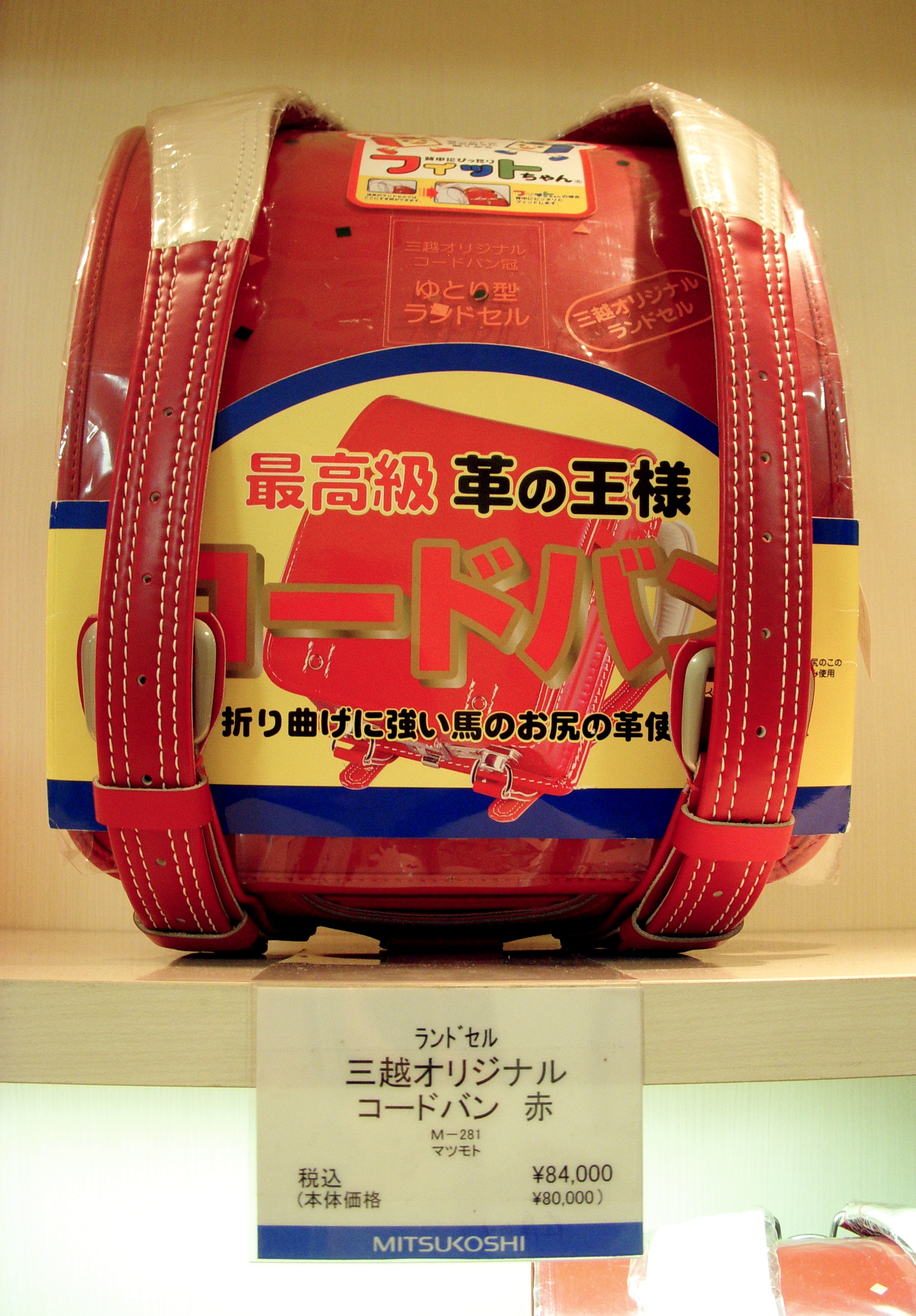
راندوسيرو ممتازة بقيمة 84,000 يِن (حوالي 938$ أو 530€) مصنوعة من القُرطبيّ، ومعروضة للبيع في فرع متجر ميتسكوشي في يناير/كانون الثّاني 2008

راندوسيرو (ランドセル ''randoseru'') هي حقيبة ظهر يابانيَّة متينة الجوانب، مصنوعة من جلد مدبوغ متين مُخَيَّط أو من مادّة صُنعيّة تشبه الجلد، يشيع استخدامها في اليابان من قِبَل طُلَّاب مدارس التعليم الأساسيّ. وعلى نحوٍ تقليديّ، تُعطى للطفل عند بدء عامه الدراسيّ الأوّل في المَدرسة، ومِن ثُمَّ يستخدمها لحين وصوله الصّف السّادِس.

## التسمية
يعكس اللفظ الياباني «راندوسيرو» التسمية الأصلية باللغة الهولنديّة «راندسيل:ransel» التّي تعني حقيبة ظهر، وهي الحقيبة التي أتى بها الجنود الهولنديُّون إلى جزر الأرخبيل الياباني في القرن التاسع عشر قبل 200 عام مضت، وحاز شكلها على إعجاب العسكريين اليابانيين.

## التصميم
في المَدارس المُحافِظة، يتمّ تحديد لون وتصميم الحقيبة؛ اللون الأحمر للبنات والأسود للأولاد. من ناحية أخرى، انتشرت ألوان أخرى مثل الوردي والبني والأزرق الغامق والأخضر والأزرق وثنائيّة اللون، وذلك بسبب تغيّر السّلوك تجاه الجنسين. لقد انوجد هذا التنوع منذ الستينيَّات من القرن العشرين، لكن بيعت بقلّة بسبب العقليّة المُتحجّرة لنظام التعليم الّذي بدأ يتغيَّر تدريجيًّا في بداية الألفينيّات.
التنوع المُتزايد من الألوان هو مُساومة جزئية للحفاظ على بعض التقاليد داخل المدارس العصرية والتي لا تُلزم بلباس موحد تقليديّ أو بالـراندوسيرو.
طول الراندوسيرو النموذجيّة 30 سم وعرضها 23 سم وعمقها (ارتفاعها) 18 سم، ويوضع جلد ناعم أو أيّ مادّة أخرى على أسطحها المُلامِسة للجسم. وزنها فارغةً -تقريبًا- 1,2 كغ (2,6 بَاوند). ونتيجةً للطلب المُتزايد على الراندوسيرو المَتينة والأخف وزنًا، وصلت نسبة المَصنوعة من الجلد الصِّناعيّ كلارينو في 2004 حوالي 70℅.[بحاجة لمصدر] عادةً ما يوفِّر المُصنِّعون راندوسيرو بقياسين وهي أكبر قليلًا لتسهيل حَمل المَلفّات الورقيّة المُسطّحة ذات القياس A4.
لزيادة السلامة المُروريّة للأطفال الذاهبين والعائدين من المَدرسة، بدأت العديد من المُجتمعات العمل مع معهد السلامة المرورية (交通安全協会 ''Institute for Traffic Safety'') بهدف نشر أغلفة بلاستيكيّة صفراء لتوضع على ظهر الراندوسيرو وبذلك تصبح الحقيبة أكثر وضوحًا للعيان.[بحاجة لمصدر]

## التاريخ
بدأ استخدام الراندوسيرو في فترة إيدو، بالتزامن مع إعادة تشكيل الجيش الياباني وفق الأسلوب الغربي. وقد استخدمت حقيبة ظهر هولنديّة-الشكل تدعى راندوسيرو (ランドセル ''randoseru'') لتسهيل حَمل أمتعة الجنود، وشكلها مشابه لحقائب الراندوسيرو المُستخدمة اليوم. في 1885، اعتزمت الحكومة اليابانية عبر مدرسة التعليم الأساسي غاكوش (Gakushūin: معهد غاكوش للنبلاء)، استخدام حقيبة الظهر راندوسيرو كفكرة جديدة لطلاب التعليم الأساسيّ. في غاكوش، يُمنع القدوم إلى المدرسة بواسطة السيارات أو العربات؛ وذلك بهدف ترسيخ أنّ على الطلّاب حمل أغراضهم بنفسهم والقدوم إلى المدرسة على الأقدام. في ذلك الوقت، كانت الحقيبة تبدو كحقيبة عاديّة. لكنّ ذلك تغيّر في 1887، حيثُ أعطي أمير العرش حقيبة ظهر عند دخوله مدرسة التعليم الأساسيّ (غاكوش)، وبهدف تكريم جنود البِلاد كان شكلها مُشابهًا لشكل حقيبة الظهر في الجيش. واستمرّ تطوير الحقيبة لتصبح «راندوسيرو» المُستخدمة اليوم. على الرّغم من ذلك، لم يستطع أغلب اليابانيون في ذلك الوقت شِراء هكذا حقيبة مُكلفة لحين النّهضة الإقتصاديّة بعد الحرب العالمية الثانية، فقد كانت الحقائب المَدرسيّة الأساسيّة في تلك الفترة عبارة عن حقائب كتف بسيطة وفوروشيكي (furoshiki: مَلابس مُربّعة مَطويّة).
يُشاع أنّ المِشبَك المعدنيّ على جانب الراندوسيرو، استُخدِم في الجيش لحمل القنابل، لكنّ هذا غير صحيح. فقد وضع المشبك المعدنيّ في الفترة السّابقة للحرب العالمية الثانية، كأداة (وسيلة) لحمل صناديق الغداء أو لتغيير المَلابس استعدادًا للتربية الرياضية... إلخ.

## الإنتاج
تُصنَع أغلب الراندوسيرو يدويًّا. وتتألّف من جسد ذو قطعة واحدة وحوالي 200 قِطعة تركيبيّة؛ تَشارُك من مواد قوالب القص (Die cutting) وصَفائِح اليوريثان السّانِدة. تتضمّن عمليّات التجميع الطي، الخياطة، الغِراء، تركيب حمّالتي الكتف، التثبيت. صُمِّمت مواد الحقيبة والعمل المُتقن بهدف جعل حقيبة الظهر تدوم طِوال فترة التعليم الأساسيّ للطفل (ستة سنوات). على الرّغم من ذلك، يتمّ الاهتمام بالراندوسيرو طوال ذلك الوقت ويمكن أن تصمد أكثر من ذلك بحيث يزداد عمرها وتُحفَظ في مكانٍ شديد النّظافة للغاية -تقريبًا- لفترة طويلة بعد أن يبلغ الطفل سنّ الرّشد، ويوصى بالاستفادة منها -بعد الانتهاء من التعليم الأساسيّ- وقد تعلَّق العديد من اليابانيين بها؛ فهي تُعتبَر كرمز لبهجة سنوات الطفولة.
تنعكس مَتانة الراندوسيرو وأهميّتها على كُلفَتها، فقد يصل سعر الراندوسيرو المَصنوعة من الجلد الطبيعي أو المُصَنَّع إلى حوالي 30,000-40,000 يِن في فرعٍ من سلسلة تجاريّة. وسعر الراندوسيرو المِثَاليَّة من فروع المتاجر أو من الوُرَش التقليديّة حوالي 55,000-70,000 يِن، قد يصل سعر بعض طِرازاتها (خاصّةً ذات شِعارات العلامات التجاريَّة) إلى 100,000 يِن. غالبًا ما تُستَخدَم مادّة كلارينو المُصنّعة كبديل، وتُساهِم بتقليل الكُلفة نوعًا ما. كثيرًا ما تتوفَّر الراندوسيرو في مواقع الشِّراء على الشَّابِكة كجديدة أو مُستعملة بأسعارٍ أقلّ بكثير من السّوق، خاصَّةً بعد بدء العام الدراسيّ في اليابان في أبريل/نيسان. وفي يناير/كانون الثاني 2012، كان سعر الراندوسيرو الأكثر شعبيّة على أمازون (Amazon.co.jp) في المجال 7,980–25,200 ين (100–330$).[بحاجة لمصدر]

## طالع أيضًا
- كلمات يابانية ذات أصل هولندي
- ثقافة اليابان
- ريكوردر وراندسيل